# 3C 454.3
3C 454.3 est un blazar situé à l'écart du plan galactique de la Voie Lactée. C'est l'une des sources de rayons gamma les plus lumineuses du ciel, et constitue l'un des objets astronomiques les plus lumineux jamais observés, avec une magnitude absolue maximale de -31,4. Il possède la plus brillante source de lumière gamma blazar enregistrée, deux fois plus brillante pour nous que PSR B0833-45 (le pulsar des Voiles, de la Voie lactée), mais surtout beaucoup plus lointain, à 7,7 milliards d'années lumière. Il brille également aux longueurs d'onde radio, et visibles - en lumière rouge, le blazar s'est éclairé de plus de 2,5 fois à la magnitude 13,7 et il est très brillant aux hautes fréquences radio. Il apparaît dans la constellation de Pégase, près d'Alpha Pegasi (Markab). Il nous a envoyé en juin 2014 des éclats atteignant une magnitude apparente maximale de 13,4.

## Histoire

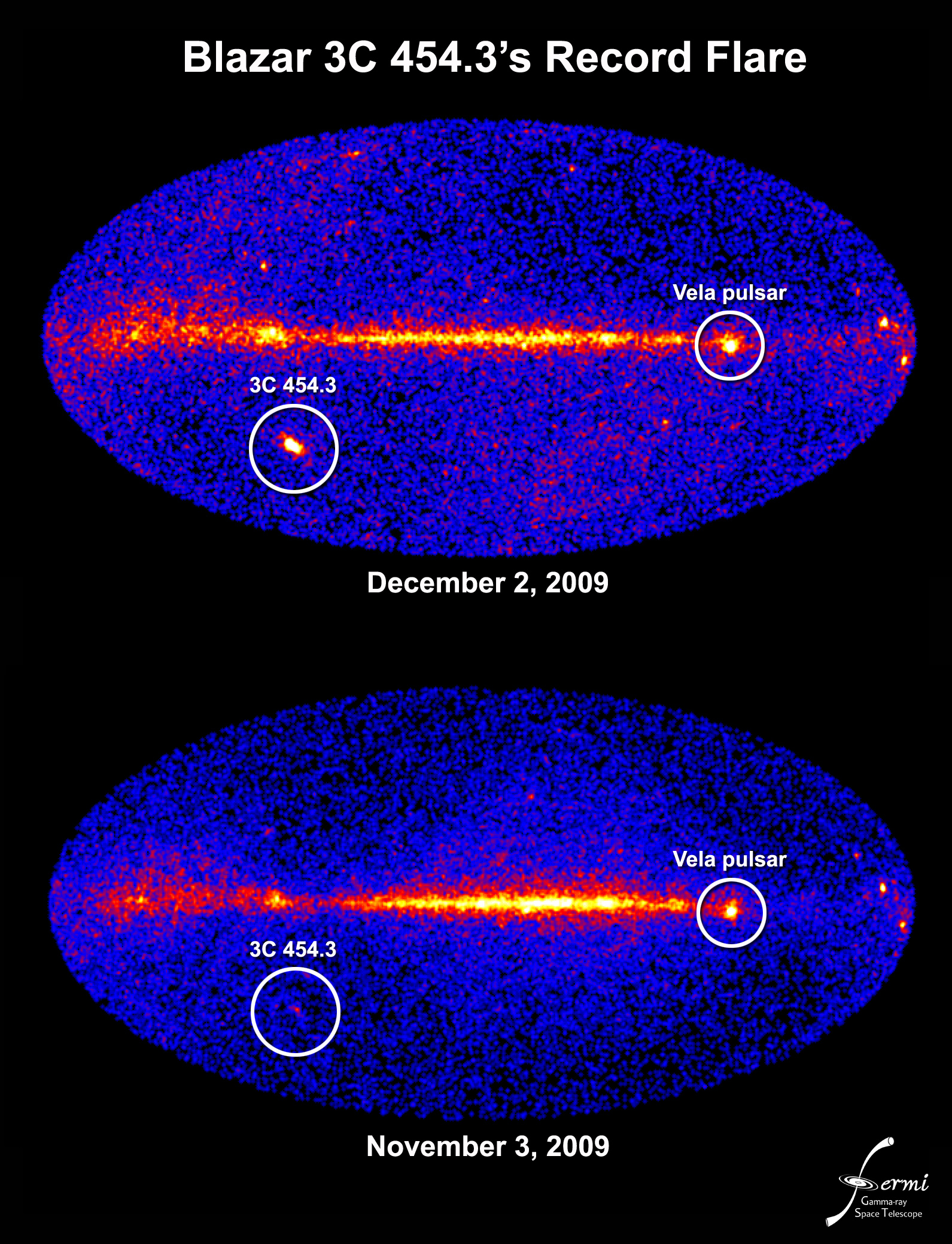
Comparaison entre la luminosité du Pulsar de Vela, et l'éclat de rayons gamma reçu de 3C 454.3 en 2009.

En juillet et août 2007, le blazar 3C 454.3 a atteint des niveaux proches de son niveau historique, deux ans seulement après sa torche optique record de 2005. Heureusement, le télescope spatial Spitzer et l'observatoire à rayon X Chandra étaient déjà programmés pour des observations simultanées. Swift, RXTE et le nouvel engin AGILE à rayons gamma ont répondu à cette cible et ont été rejoints par des observatoires du monde entier.
Le groupe scientifique AGN du télescope de grande surface Fermi a lancé une campagne multi-longueur d'onde pour le blazar 3C 454.3 en juillet et jusqu'en août 2007. Cette campagne intensive a été lancée à la lumière des radios, optiques et rayons X.
Pendant une semaine de décembre 2009, 3C 454.3 est devenue la source gamma la plus lumineuse du ciel, avec une énergie dépassant les 100 MeV. L'auteur de cet "éclatement" de luminosité serait le trou noir de 3C 454.3 qui aurait expulsé deux jets à la suite d'une absorption soudaine de matière. Les jets ainsi créés sont tellement lumineux qu'ils auraient même éclipsé la luminosité du disque d'accrétion. Les jets furent tellement lumineux en rayons gamma qu'ils auraient même surpassé la luminosité gamma du Pulsar de Vela (PSR B0833-45), créant ainsi le plus fort éclatement de lumière gamma observé aux abords d'un blazar. Par ordre de comparaison, 3C 454.3 a surpassé la luminosité du pulsar de Vela, alors que 3C 454.3 se situe à 7.2 milliards d'a.l. et que PSR B0833-45 se situe lui, seulement à 1 000 a.l.. L'éclat est tellement lumineux que l'astronome Lise Escande a dit que "3C 454.3 est des millions de fois plus éloigné, mais l'éruption actuelle le rend deux fois plus brillant que le pulsar de Vela". Pendant cette courte période d'éclatement, le télescope spatial Fermi a pu détecter des afflux de particules élémentaires, plus souvent des photons et électrons, dont les énergies avoisine les ~2 GeV. 

## Éruption
3C 454.3 est un blazar à spectre radio plat qui a subi de fortes éruptions radio, X et gamma durant les dernières années. Les différents instrument qui ont été utilisés pour l'observer ont pu détecter de forts pics de luminosité X, radio et gamma, dont l'une des moins puissantes a atteint une énergie de 141.6 MeV. Les éruptions du blazar sont souvent suivies d'afflux d'électrons et de photons à très hautes énergies, mesurés à plus de 2.15 × 1050 ergs. Les éruptions de 3C 454.3 se produisent dans de courtes périodes de temps et font augmenter sa luminosité de plus de 50%, le faisant entrer dans la catégorie des quasars variables optiquement violents (plus précisément un blazar OVV). Les éruptions les plus violentes ont été détectées en 2013 pour la première, puis en 2014 pour la deuxième, les deux éruptions se sont suivies d'une forte polarisation optique ainsi qu'une rotation de 230° de son champ magnétique. Les scientifiques pensent que ces deux événements seraient dus au trou noir de 3C 454.3 qui aurait absorbé une énorme quantité de matière, créant ainsi deux jets astrophysiques, responsables de la polarisation. L'éruption a été accompagnée d'une onde de choc, qui se serait propagée le long des jets et aurait expulsé de la matière chauffée au pôle de l'astre. Pendant l'éruption de 2007, le télescope EOS et le télescope Tsinghua-NAOC ont enregistré une magnitude apparente de 12.69, contrairement à 16.10, telle que mesurée par le satellite Gaïa en 2020. L'éruption qui était avant considérée comme la plus violente s'est produite pendant la nuit du 1 décembre 2007, la magnitude apparente de 3C 454.3 a augmenté jusqu'à 12.02 en 3 heures et 20 minutes.  Elle se serait produite avec le même mécanisme que les autres éruptions de 2013 et 2014,. Le record d'énergie de 3C 454.3 s’est produit en juin 2008, elle a été détectée dans les rayons gamma et optiques par l'AGILE et le Fermi-LAT. Le mécanisme à l'origine de cette éruption, défini comme un "éclatement" de sa luminosité, est le fait que son jet astrophysique s'est orienté vers la Terre de manière aléatoire. Cet alignement entre le jet du blazar et la Terre a pour effet de faire augmenter sa luminosité apparente de manière très violente. Le plus souvent, les éruptions de faible intensités se suivie d'un jet astrophysique peu énergétique (~10 MeV), ainsi que d'un sursaut magnétique, comme observé en 2013 et 2014.

## Oscillation quasi-périodique
En février 2021, une équipe de scientifiques rapporte que 3C 454.3 a eu une oscillation quasi-périodique de sa luminosité gamma. Ces oscillations sont d'ailleurs les plus violentes à avoir été observées aux abords d'un trou noir actif. La raison pourrait être le fait que le blazar abrite deux trous noirs supermassifs dont les disques d'accrétion s'éclipsent. Les périodes d’oscillation montrent que les deux trous noirs se tournent autour à une distance respective de ~0.05 pc soit 0.16 a.l.. Les jets eux-mêmes s'éclipsent, rendant les éclipses bien plus sombres que celles observées dans les autres trous noirs binaires.